# استانیسلاف اسمیرنف
استانیسلاف کانستانتینویچ اسمیرنوف(به روسی:Станисла́в Константи́нович Cмирно́в)(زاده ۳ سپتامبر ۱۹۷۰ درلنین گراد) ریاضی‌دان روسی و برنده جایزه فیلدز در سال ۲۰۱۰ است. او هم‌اکنون از سال ۲۰۰۳ در دانشگاه ژنو تدریس می‌کند. زمینه کاری او آنالیز مختلط، سیستم پویا و نظریه احتمالات است.او اول بخشی از تحصیلات خود را در دانشگاه دولتی سن پترزبورگ گذراند و بعد تحصیلات خود را در مؤسسه سلطنتی فناوری حدود سال ۱۹۹۸ به اتمام رسانند.او سابقاً در دانشگاه ییل، مؤسسه مطالعات پیشرفته و مؤسسه تحقیقاتی ریاضیات ماکس پلانک کارهای پژوهشی داشته‌است. او جایزه‌های ریاضی زیادی را تاکنون برده‌است.